# 1064 هـ
1064 هـ هي سنة في التقويم الهجري امتدت مقابلةً في التقويم الميلادي بين سنتي 1653 و1654.

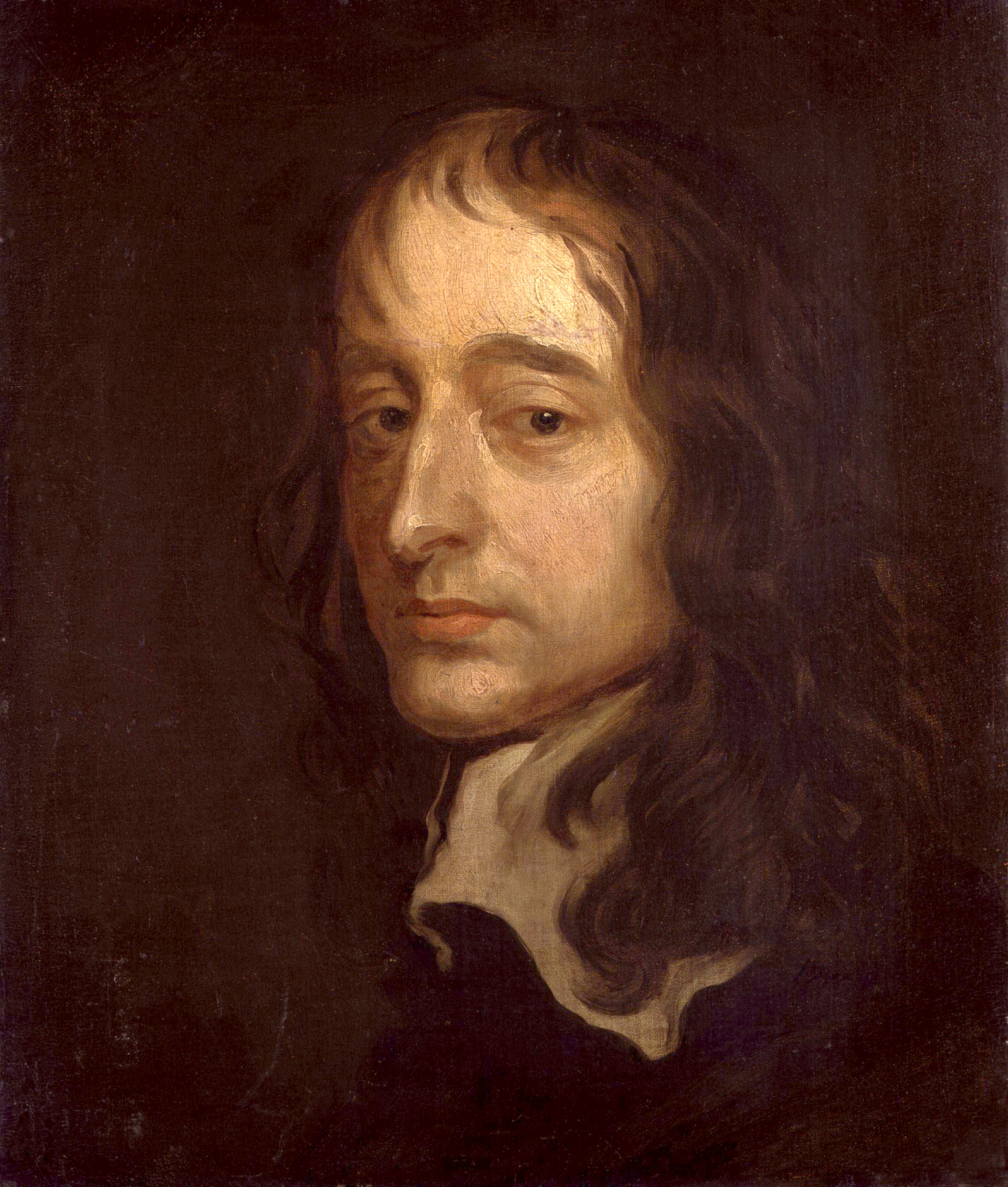
جون سلدن

## وفيات
- جون سلدن
- علي القدمي
- محمد الشيخ الصغير، سلطان المغرب من سلالة السعديين.